# Musa Kazim al-Husaini

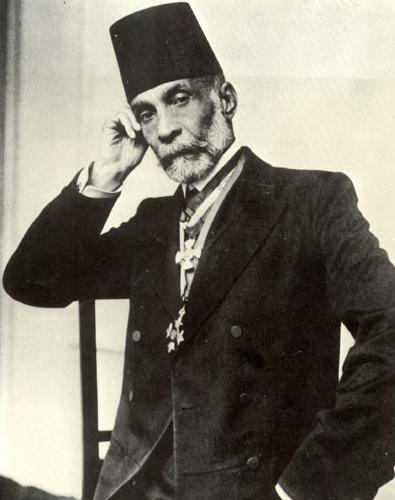
Musa Kazim al-Husaini

Musa Kazim al-Husaini (arabisch موسى كاظم الحسيني; auch Musa Qasim al-Husseini; geboren 1853 in Jerusalem; gestorben 27. März 1934 ebenda) war ein hoher Beamter im osmanischen Palästina. Er war von 1918 bis 1920 Bürgermeister von Jerusalem, 1920 bis 1934 leitete er das Arabische Exekutivkomitee. Er gilt als erster Anführer der palästinensischen Nationalbewegung.

## Leben

### Berufliche Karriere
Musa Kazim al-Husaini entstammte der einflussreichen Familie al-Husaini, die seit dem 12. Jahrhundert in Jerusalem ansässig ist. Sein Vater Salim al-Husaini war von 1882 bis 1897 Bürgermeister von Jerusalem, ebenso sein Bruder Hussein al-Husaini von 1910 bis 1917. 
Nach dem Besuch einer religiösen Grundschule in Jerusalem wurde er an einer staatlichen Hochschule für Verwaltung in Istanbul aufgenommen und schloss sie als Drittbester des ganzen osmanischen Reiches ab. Seine Karriere als Beamter begann er im Gesundheitsamt in Jerusalem und wurde dann Kaymakam von Jaffa, was einem Provinzgouverneur entspricht. Anschließend wurde er leitender Beamter in Safed, im Jemen, in Antalya, im Hauran und im Irak.

### Politisches Wirken
Vor dem Ausbruch des Ersten Weltkriegs trat er in den Ruhestand und wurde 1918, nach dem Tod seines Bruders Hussein, durch die britische Militärverwaltung unter Ronald Storrs zum Bürgermeister von Jerusalem ernannt. Anlässlich der Nabi-Musa-Unruhen im April 1920 wurde er von den Briten abgesetzt, nachdem er sich in einer Rede für die Unterstützung der unabhängigen Regierung von Faisal I. in Damaskus ausgesprochen hatte. Die Mandatsverwaltung beschuldigte ihn, die Unruhen angestachelt zu haben und ersetzte ihn als Bürgermeister von Jerusalem durch den pro-britischen Raghib al-Naschaschibi aus der traditionell mit den Husaini rivalisierenden Familie Naschaschibi.
In den muslimisch-christlichen Vereinigungen, die ab 1918 entstanden, war Musa Kazim eine führende Figur. Am dritten Arabischen Kongress im Dezember 1920 in Haifa wurde er zum Vorsitzenden des Arabischen Exekutivkomitees gewählt und bekleidete dieses Amt bis 1928. Um die palästinensischen Forderungen zum Ausdruck zu bringen, unternahm er zwischen 1921 und 1930 vier Reisen nach London. An der ersten Konferenz in London im November 1921 sprach er sich für die Abschaffung der Balfour-Deklaration, die Aufhebung der zionistischen Einwanderung und die Errichtung einer einheitlichen und unabhängigen Regierung in Palästina aus, die mit den umliegenden arabischen Staaten Bündnisse eingehen sollte. Auf Druck der Briten kam es dabei zu einer Unterredung mit Chaim Weizmann. Im Hinblick auf die Erreichung der palästinensischen Unabhängigkeit führte Kazim später den Kampf gegen britische Vorschläge, einen gesetzgebenden Rat in Palästina einzuberufen, dem auch zionistische Vertreter angehören sollten. 
1922 leitete Kazim eine Delegation nach Ankara und daraufhin nach Lausanne, wo nach Mustafa Kemal Atatürks Sieg im Griechisch-Türkischen Krieg der Vertrag von Sèvres neu ausgehandelt werden sollte. Die palästinensische Delegation hoffte, dass mit Atatürks Unterstützung die im Vertrag enthaltene Balfour-Deklaration aus dem Vertrag entfernt würde. Trotz unterstützender Zusagen von Seiten türkischer Funktionäre blieben die ursprünglichen Bestimmungen für die französischen und britischen Mandate im endgültigen Vertrag von Lausanne unverändert.
Bis zur vierten Londoner Konferenz 1930 schwand Musa Kazims politischer Einfluss zusehends. Sein Verwandter, der Großmufti von Jerusalem Amin al-Husaini, der im Zweiten Weltkrieg zum Kollaborateur des Nationalsozialismus und Förderer des Antisemitismus im arabischen Raum wurde, wandte sich gegen den parlamentarischen Betrieb und vertrat radikalere Ansichten.
Am 27. Oktober 1933 leitete Musa Kazim eine Großdemonstration mit etwa 10.000 Teilnehmern vor der Hauptmoschee Mahmudiya in Jaffa an, bei der er von einem britischen Polizisten geschlagen wurde; der harte Polizeieinsatz führte zu 27 Todesopfern. In den Tagen darauf erkrankte er und starb am 27. März 1934. Er wurde auf einem Familiengrab auf dem Ölberg neben Hussein ibn Ali bestattet.
Musa Kazims Sohn Abd al-Qadir al-Husaini fiel 1948 im Palästinakrieg.